# Landkreis Bergstraße
Landkreis Bergstraße – powiat w Niemczech, w kraju związkowym Hesja, w rejencji Darmstadt. Siedziba powiatu znajduje się w mieście Heppenheim (Bergstraße).

## Podział administracyjny
Powiat składa się z:
- dziesięciu miast
- dwunastu gmin
- jednego obszaru wolnego administracyjnie (niem. gemeindefreies Gebiet)

Miasta:
| Lp. | Nazwa miasta            | Ludność (30.06.2013) | Powierzchnia km² |
| --- | ----------------------- | -------------------- | ---------------- |
| 1   | Bensheim                | 39310                | 57,83            |
| 2   | Bürstadt                | 15515                | 34,46            |
| 3   | Heppenheim (Bergstraße) | 25066                | 52,14            |
| 4   | Hirschhorn (Neckar)     | 3436                 | 30,86            |
| 5   | Lampertheim             | 31490                | 72,30            |
| 6   | Lindenfels              | 5052                 | 21,09            |
| 7   | Lorsch                  | 13123                | 25,24            |
| 8   | Neckarsteinach          | 3796                 | 17,22            |
| 9   | Viernheim               | 32923                | 48,41            |
| 10  | Zwingenberg             | 6705                 | 5,66             |

Gminy:
| Lp. | Nazwa gminy          | Ludność (30.06.2013) | Powierzchnia km² |
| --- | -------------------- | -------------------- | ---------------- |
| 1   | Abtsteinach          | 2432                 | 11,03            |
| 2   | Biblis               | 8855                 | 40,44            |
| 3   | Birkenau             | 9992                 | 24,56            |
| 4   | Einhausen            | 6195                 | 26,67            |
| 5   | Fürth                | 10421                | 38,41            |
| 6   | Gorxheimertal        | 4067                 | 10,46            |
| 7   | Grasellenbach        | 3911                 | 22,88            |
| 8   | Groß-Rohrheim        | 3728                 | 19,56            |
| 9   | Lautertal (Odenwald) | 7149                 | 30,76            |
| 10  | Mörlenbach           | 9839                 | 27,22            |
| 11  | Rimbach              | 8477                 | 23,16            |
| 12  | Wald-Michelbach      | 10431                | 74,36            |

Obszary wolne administracyjnie:
| Lp. | Nazwa obszaru | Ludność (30.06.2013) | Powierzchnia km² |
| --- | ------------- | -------------------- | ---------------- |
| 1   | Michelbuch    | teren niezamieszkany | 4,85             |

## Współpraca
Miejscowość partnerska powiatu:
- Friedrichshain-Kreuzberg, Berlin